# Biblioteca Pública de Cerrillos
La Biblioteca Pública de Cerrillos, ubicada en la comuna del mismo nombre, es una unidad de información inaugurada el 29 de septiembre de 2009 por la presidenta Michelle Bachelet durante el último año de su primer mandato, siendo Alejandro Almendares el alcalde, Mónica Jiménez ministra de educación y Nivia Palma directora de la DIBAM. La administración está a cargo de la Ilustre Municipalidad de Cerrillos (más concretamente, de la DIDECO), y tiene como "biblioteca madre" a la Biblioteca de Santiago. Tuvo un costo de 806 millones de pesos, entre infraestructura, equipamiento y colecciones.

## Introducción
Cerrillos era una comuna, entre tantas otras, que no tenía biblioteca, por lo que se le incluyó en un plan que tenía la presidencia. Este consistía en crear una unidad de la información en aquellas comunas que no tuvieran una. Así, la Biblioteca Pública de Cerrillos se transformó en la segunda biblioteca en ser entregada, de las 15 que debían existir para el 2010 (año del bicentenario del país).
La Biblioteca Pública de Cerrillos fue construida para satisfacer las necesidades de lectura de los vecinos, quienes tenían que recurrir a los distintos puntos de Bibliometro y a la Biblioteca de Santiago. Cuenta con variados servicios, además del préstamo de libros y revistas, los cuales se encuentran a disposición de los usuarios; entre estos se encuentra el acceso gratuito a Wifi para todos quienes se encuentren registrados, capacitaciones en computación y apoyo en la creación de contenidos locales en internet, mediante el programa de Biblioredes. También, realizan visitas guiadas para escolares y, periódicamente, cafés literarios. Incluso, el 20 de junio de 2017, celebraron el We Tripantu (año nuevo Mapuche) durante la visitas a sus dependencias de los niños de un jardín infantil.

## Historia
La biblioteca es la número 420 en todo el territorio chileno, enmarcado en el desafío que se impuso el gobierno de la presidenta Bachelet: construir una biblioteca donde no hubiera una. Fue el segundo cumplimiento anunciado dos años antes, siendo inaugurada primero la biblioteca de la comuna de Til Til, además del segundo recinto de quince que tenían que estar entregados el 2010. Fue inaugurada con la presencia de diversas autoridades, además de visitantes y distintos actos culturales, la que incluyó una presentación del grupo de cueca de Daniel Muñoz, 3x7 Veintiuna. 
Michelle Bachelet dijo al inaugurarla: "La Dirección de Bibliotecas, Archivos y Museos es la estructura del Estado que, justamente, permite maravillas como ésta. Desde ahora, los habitantes de Cerrillos van a poder disfrutar de una biblioteca con estándares de esta naturaleza. A mí me emociona. Cumplimos con un compromiso que además tiene la calidad y la dignidad que los vecinos de Cerrillos se merecen. Dan ganas de leer acá".
La entonces directora de la DIBAM, Nivia Palma, dijo que: "Esta inauguración marca un hito histórico en la perspectiva del Bicentenario, puesto que ésta era una comuna muy importante de la Región Metropolitana que no tenía biblioteca pública. Este es un proyecto de la Presidencia de la República, que hemos trabajado en plena concordancia con el alcalde de Cerrillos, atendiendo a los requerimientos específicos de los usuarios. De esta forma, estamos permitiendo que los ciudadanos de esta comuna puedan ejercitar plenamente su derecho a la lectura y a todo tipo de libros, sin ninguna restricción".
La ministra de educación de ese entonces, Mónica Jiménez, declaró durante un discurso en la inauguración: "El 23 de abril de este año, fue inaugurada la primera de estas bibliotecas en la comuna de Til Til, y hoy estamos aquí. Estamos en Cerrillos, una comuna con tanta historia como recordaba el alcalde, y con tanta importancia social, económica y cultural para esta capital de Santiago de Chile". Además, dijo que “las Bibliotecas Públicas cumplen un papel democratizador de primera magnitud al proveer, a todos por igual, acceso a la información y conocimiento, tanto a través de los libros, como de Internet, entre otros recursos”.
Contó con una dotación inicial de 11 190 ejemplares, cantidad que ha aumentado gracias a donaciones privadas.

## Salas
- Sala infantil.
- Sala juvenil.
- Área de revistas y referencias.
- Sala de literatura.
- Sala de colecciones generales.
- Sala de capacitación.
- Salas de estudio.